# Chiesa di Sant'Andrea (Castelnovo ne' Monti)
La chiesa di Sant'Andrea, o in modo più completo chiesa di Sant'Andrea Apostolo, è la parrocchiale di Garfagnolo, frazione di Castelnovo ne' Monti, in provincia di Reggio Emilia. Appartiene al vicariato della Montagna nella diocesi di Reggio Emilia-Guastalla e risale al XIV secolo.

## Storia
La prima citazione su documenti scritti del luogo di culto risale al 1302, poi, durante la visita pastorale del 1594 del vescovo Ugo Rangoni, risultò in forte degrado. Una visita successiva, che vi fece Gianagostino Marliani nel 1664, portò alla descrizione di un edificio completo con una sola navata ma con due cappelle laterali, il coro e la sagrestia. Verso la fine del secolo la chiesa risultò dotata di un importante tabernacolo, attribuito a Francesco Domenico Ceccati. Nella seconda metà del XIX secolo l'edificio fu oggetto di una ricostruzione su progetto di Quirico Romei che rivide completamente il suo aspetto. Un nuovo restauro conservativo fu realizzato tra gli anni 1925 e 1928. Nel 1973 la cupola centrale crollò per il cedimento dei pilastri di sostegno e si procedette alla sua ricostruzione ma una forte scossa di terremoto locale, nel 1983, portò a nuovi danni di particolare gravità col crollo della cupola appena ricostruita. Negli anni successivi fu oggetto di opere di consolidamento e ricostruzione sino a quando un nuovo terremoto, nel 2013, rese necessari ulteriori interventi.

## Descrizione

### Esterni

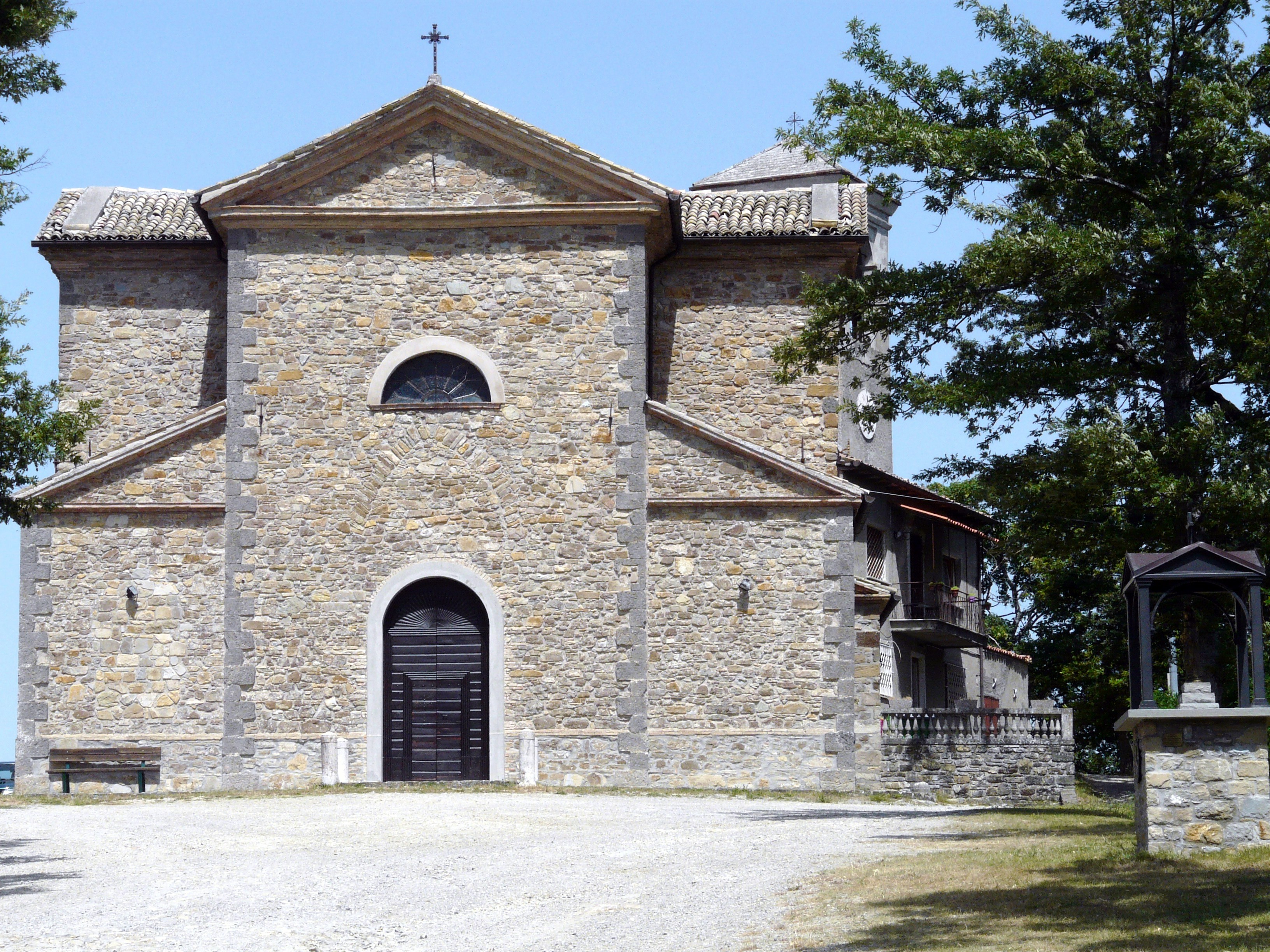
Facciata della chiesa

La chiesa parrocchiale si trova in località Monteduro a Garfagnolo, frazione ad ovest del centro abitato di Castelnovo ne' Monti, in provincia di Reggio Emilia. La facciata a salienti rispetta lo stile romanico ed è caratterizzata da pietra a vista con blocchi angolari. Il portale di accesso è sormontato in asse da una finestra a lunetta che porta luce alla sala.

### Interni
La sala si compone di tre navate con una pianta quadrata, oltre al presbiterio e al coro. La navata maggiore centrale ha copertura con volta a botte ad esclusione della grande cupola. Le navate laterali, minori, hanno volta a crociera. Nella sala l'altare maggiore in legno intagliato è di particolare pregio artistico, ed è attribuito a Francesco Domenico Ceccati che lo realizzò nel XVII secolo.